# I Don't Want To
I Don't Want To è un brano musicale R&B interpretato dalla cantante statunitense Toni Braxton ed interamente composto dal musicista R. Kelly per il secondo album della cantante, Secrets. Pubblicato nel marzo del 1997 come terzo singolo ufficiale tratto dall'album, il pezzo ha avuto un discreto successo nelle classifiche di Billboard, diventando la terza numero 1 consecutiva per l'artista nella classifica dance, ed è entrato anche in numerose classifiche internazionali. Il singolo è stato certificato disco d'oro dalla RIAA.

## Video
Il video del singolo è stato girato in fretta durante un periodo frenetico e fitto di impegni per Braxton; lo strepitoso successo ottenuto con le vendite vertiginose dell'album e con i singoli precedenti aveva portato la cantante ad essere sempre più richiesta ead effettuare un tour col jazz man Kenny G. Il fidato Billie Woodruff ha così girato il videoclip in un solo giorno: ne è risultato un video molto semplice ed essenziale, con la cantante in un look fatto solo di un top bianco e di un paio di jeans. Braxton si aggira scalza in un set bianco composto da alcune colonne. Originariamente il soggetto del video era diverso, come ha dichiarato il regista durante un'intervista ad MTV: in questa versione la cantante si sarebbe aggirata in una casa, provando svariate parrucche e facendosi un pediluvio.

## Ricezione
I Don't Want To è stato il sesto singolo della Braxton ad entrare nella top20 statunitense, pur non riuscendo a ripetere le performance dei singoli precedenti. Entrato nella Hot 100 il 29 marzo 1997 al numero 56, il singolo è arrivato alla posizione numero 19, passando un totale di 20 settimane in classifica. Nelle classifiche R&B è stato l'ottavo singolo della cantante ad entrare in top10, arrivando al numero 9. Il successo del brano è stato garantito soprattutto dai remix dance, che hanno permesso all'artista di conseguire la sua terza numero 1 consecutiva nella Hot Dance Music/Club Play dopo You're Makin' Me High e Un-Break My Heart. Il successo nelle classifiche britanniche è stato superiore rispetto a quelle americane, avendo il singolo conquistato la nona posizione, e diventando così il quarto brano della cantante ad entrate nella top10 britannica. In Canada è stato il secondo singolo nella carriera di Braxton ad entrare in classifica, pur fermandosi al numero 29. In Germania è arrivato solo al numero 37, ma è stato il secondo singolo dell'artista ad entrare nella top40 tedesca.

## Classifiche
| Classifica (1997)                               | Posizione |
| ----------------------------------------------- | --------- |
| Australia                                       | 71        |
| Austria                                         | 11        |
| Belgio Flemish                                  | 16        |
| Belgio Wallonia                                 | 13        |
| Canada                                          | 29        |
| Germania                                        | 37        |
| Nuova Zelanda                                   | 21        |
| Paesi Bassi                                     | 41        |
| Regno Unito                                     | 9         |
| Svezia                                          | 15        |
| U.S. Billboard Hot 100                          | 19        |
| U.S. Billboard Hot 100 Airplay                  | 34        |
| U.S. Billboard Hot Singles Sales                | 18        |
| U.S. Billboard Hot Dance Music/Club Play        | 1         |
| U.S. Billboard Hot R&B/Hip-Hop Singles & Tracks | 9         |
| U.S. Billboard Hot Adult Contemporary           | 4         |
| U.S. Billboard Rhythmic Top 40                  | 33        |

## Tracce
UK CD #1
1. "I Don't Want To" [Album Version] – 4:15
2. "I Don't Want To" [Frankie Knuckles Radio Edit] – 4:17
3. "You're Makin' Me High" [Hot Ice Dancehall Mix feat. Mad Cobra] – 4:50
4. "I Don't Want To" [Frankie Knuckles Franktified Club Mix] – 10:57

UK CD #2
1. "I Don't Want To" [Album Version] – 4:15
2. "I Don't Want To" [Frankie Knuckles Classic Club Mix] – 10:54
3. "I Don't Want To" [Dee Jays Delight] – 9:02